# Bellinghem
Bellinghem – gmina we Francji, w regionie Hauts-de-France, w departamencie Pas-de-Calais. W 2013 roku liczba ludności wynosiła 1003 mieszkańców.
Gmina została utworzona 1 września 2016 roku z połączenia dwóch ówczesnych gmin: Herbelles oraz Inghem. Siedzibą gminy została miejscowość Herbelles.